# دايفيد ايمانويل هيكمان
دايفيد ايمانويل هيكمان (بالإنجليزية: David Emanuel Hickman)‏ هو عسكري أمريكي، ولد في 16 يناير 1988، وتوفي في 14 نوفمبر 2011.